# Posłowie do Parlamentu Europejskiego X kadencji

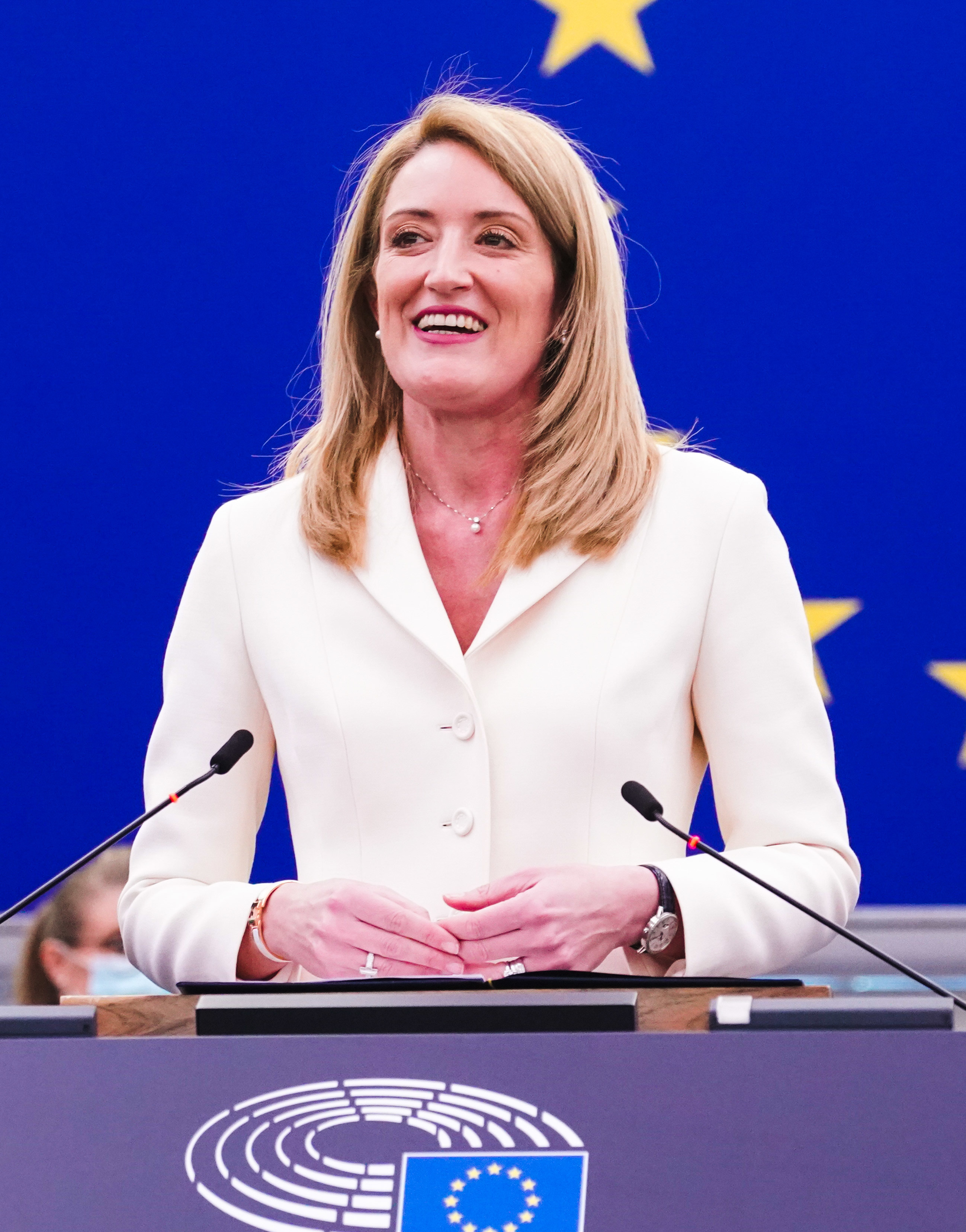
Roberta Metsola – pierwsza przewodnicząca PE X kadencji

Posłowie X kadencji do Parlamentu Europejskiego zostali wybrani w wyborach przeprowadzonych w 27 państwach członkowskich Unii Europejskiej pomiędzy 6 a 9 czerwca 2024. W głosowaniu wyłoniono 720 eurodeputowanych na pięcioletnią kadencję, zwiększając liczbę członków PE o 15.

## Wykaz posłów
- Austriaccy (20 posłów, +1)
- Belgijscy (22 posłów, +1)
- Bułgarscy (17 posłów)
- Chorwaccy (12 posłów)
- Cypryjscy (6 posłów)
- Czescy (21 posłów)
- Duńscy (15 posłów, +1)
- Estońscy (7 posłów)
- Fińscy (15 posłów, +1)
- Francuscy (81 posłów, +2)
- Greccy (21 posłów)
- Hiszpańscy (61 posłów, +2)
- Holenderscy (31 posłów, +2)
- Irlandzcy (14 posłów, +1)
- Litewscy (11 posłów)
- Luksemburscy (6 posłów)
- Łotewscy (9 posłów, +1)
- Maltańscy (6 posłów)
- Niemieccy (96 posłów)
- Polscy (53 posłów, +1)
- Portugalscy (21 posłów)
- Rumuńscy (33 posłów)
- Słowaccy (15 posłów, +1)
- Słoweńscy (9 posłów, +1)
- Szwedzcy (21 posłów)
- Węgierscy (21 posłów)
- Włoscy (76 posłów)